# Via Show

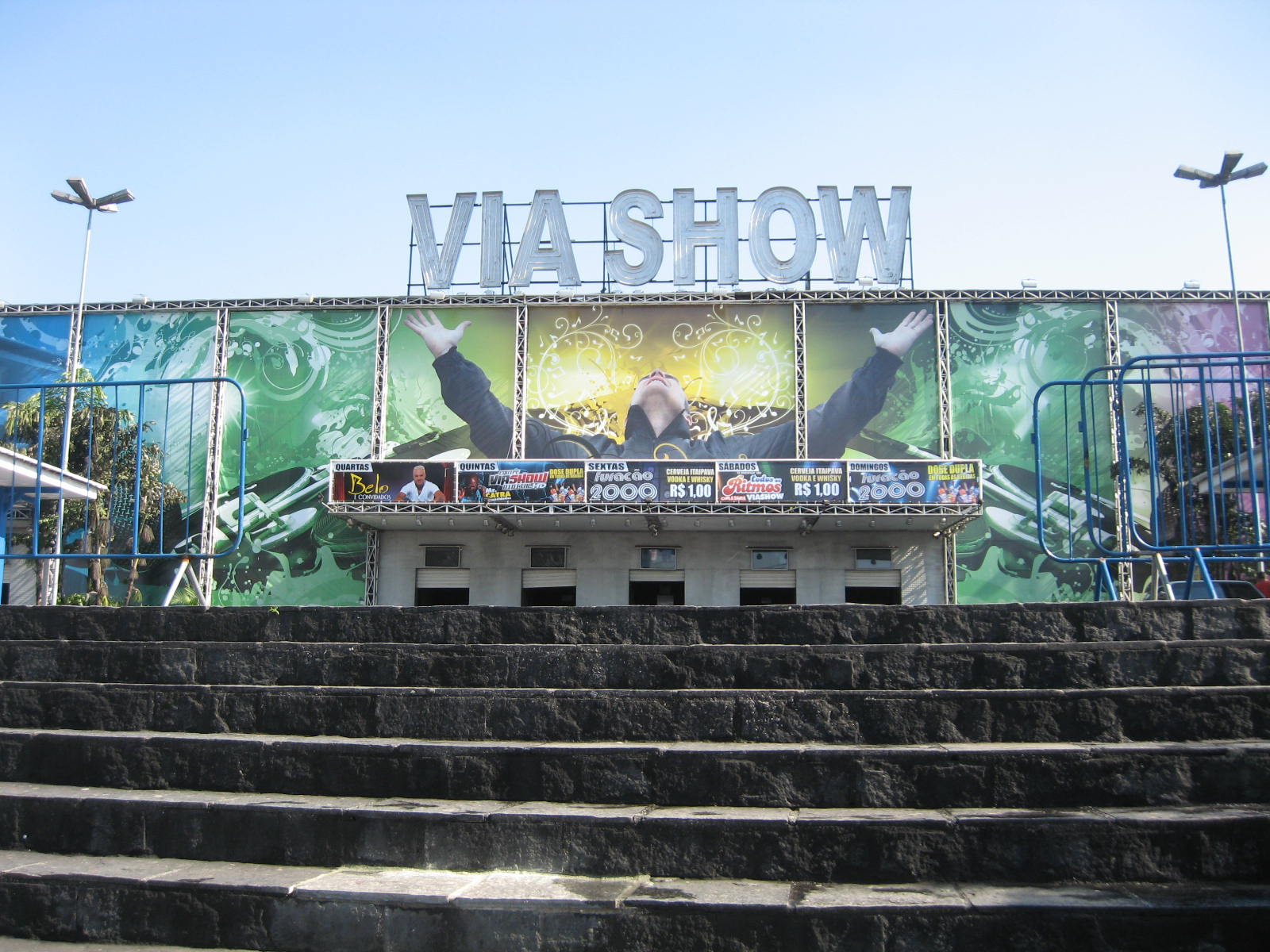
Via Show

Via Show Foi a maior casa de Shows da America Latina. Uma casa de espetáculos, localizada no município de São João de Meriti - RJ, no Km 167 da Rodovia Presidente Dutra, sendo seu  principal ponto de referência o Shopping Grande Rio. Foi fechada por motivo de falência. 03/02/2015.

Em dezembro de 2019 no local onde era a via show foi inaugurada uma nova casa de shows, a Via Music Hall. A Via Show teve muitas gravações de dvds, muitos eram da produtora e organizadora de bailes Furacão 2000 A casa era conhecida pelos frequentadores de a casa do um real pois nos shows serviam bebidas a 1 real.

## História
Na década de 1990, em Duque de Caxias, foi inaugurada a Turnê Discoteca ao lado da delegacia de polícia 59ºDP, inaugurada por Ruyter. Em seguida, a Turnê foi fechada e foi inaugurada a Pirâmide Music Hall, no mesmo lugar. Chegou a ser considerada a danceteria mais frequentada no Rio de Janeiro e até foi especulado pela astróloga Mãe Diná que seus alicerces iriam cair, o que não aconteceu. Mas, por opção dos sócios, a casa de shows foi fechada pois, Ruyter e seus sócios já haviam alcançado seu objetivo que era inaugurar a maior casa de espetáculos do Brasil na época, a Via Show, que comportaria em seu interior mais de onze mil pessoas.
A casa foi inaugurada no ano de 2002, na época representando uma brusca redução de público para outras casas de shows, mas principalmente sua vizinha, a tradicional Rio Sampa, que até então era a única na Rodovia Presidente Dutra. Por estar localizada próximo a saída da Linha Vermelha, a Via Show, além de trazer novas tecnologias e grandes nomes da música também teria se tornado mais acessível para os moradores de todo o Rio e Grande Rio do que sua principal concorrente, que é localizada alguns quilômetros mais distante, no quilômetro 177 da rodovia, na altura de Nova Iguaçu.

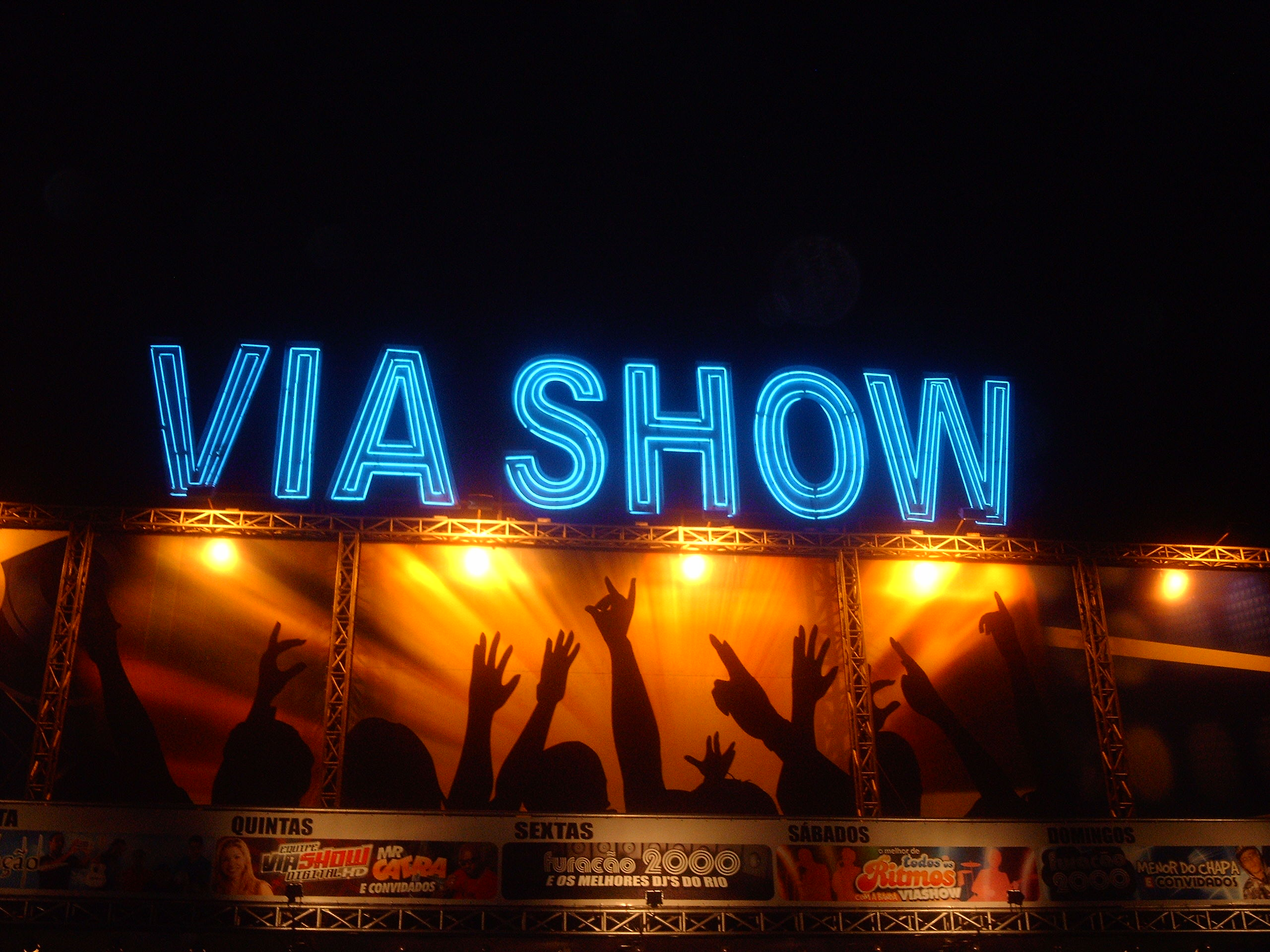
Letreiro na entrada principal.

## Por que a Via Show fechou?
O motivo do fechamento da Via Show foi a Falência

## Fans pedem a despedida
Todas as pessoas que já entraram pelas portas da Via Show, pediram a volta depois de receber a notícia do seu fechamento. Até uma página chamada de "Volta Via Show" no Facebook foi criada pelos Fans. Todos esperamos que a grande Via Show volte pois "A festa não pode acabar".

## A Falência
A Via Show foi fechada pelo motivo da sua falência em 03/02/2015.
Sendo que atualmente está assim
[]
- https://extra.globo.com/incoming/18915646-f02-ad0/w448/via-show-segue-fechada.jpg*

## Violência
Assim como todo o estado do Rio de Janeiro sofria com a crescente violência, em uma certa época a Via Show também sofreu com a ação de criminosos, geralmente envolvendo crimes de lesões corporais, sequestro, roubo, latrocínios e homicídios, os malfeitores agiam na "saída" (fim das apresentações noturnas) da casa, a exemplo de um crime ocorrido no ano de 2003, quando oito policiais teriam sequestrado e matado quatro pessoas que haviam acabado de sair da casa de espetáculos. Um dos jovens teria supostamente sido confundido pelos policiais com um meliante, e espancado. Logo após, as outras vítimas também foram sequestradas e levadas para uma localidade conhecida como Parada Morabi, Imbariê, em Duque de Caxias, onde foram encontradas mortas três dias depois. Todos os acusados já foram condenados pelo Conselho de Sentença da 4ª Vara Criminal de Duque de Caxias a mais de sessenta anos de prisão, tendo as partes interposto recurso e aguardam o resultado do julgamento em liberdade.